# Johannes Röhrig
Johannes Hubertus Röhrig (* 20. Februar 1928 in Den Haag; † 31. Januar 2012 in Son en Breugel) war ein niederländischer Fußballspieler. Sein Spitzname war Fred, so dass er in vielen Publikationen, speziell solchen in niederländischer Sprache, nur als Fred Röhrig bekannt ist.
Röhrig wurde 1952 Profi beim französischen Erstligisten CO Roubaix-Tourcoing. 1953 war er als Ersatzspieler einer der niederländischen Auslandsprofis beim Watersnoodwedstrijd im Pariser Prinzenpark, einem Benefizspiel für die Opfer der Flutkatastrophe von 1953 in den Niederlanden. Noch im selben Jahr wechselte er in die deutsche Oberliga zum amtierenden DFB-Pokalsieger Rot-Weiss Essen, bei dem der linke Halbstürmer neben Mitspielern wie Helmut Rahn, August Gottschalk und Franz Islacker in der Saison 1953/54 einer der Garanten dafür war, dass RWE Oberligazweiter und in der folgenden Spielzeit als Westmeister ins Endspiel um die deutsche Meisterschaft vordrang.
Im Finale am 26. Juni 1955 hatte er großen Anteil daran, dass Essen den 1. FC Kaiserslautern mit 4:3 schlug; er erzielte selbst den Führungstreffer zum 2:1. In den Spielzeiten 1955/56 (mit elf Toren) und 1956/57 (mit zwölf Treffern) war er bester Oberligatorschütze der Rot-Weissen. Bis 1958 erzielte er in 104 Oberligaspielen insgesamt 33 Tore. Dazu kamen vier Tore in sieben Spielen der Meisterschaftsendrunde sowie zwei Einsätze im Europapokal.
Im Juli 1958 wechselte er zur PSV Eindhoven und markierte in der Spielzeit 1958/59 noch sieben Toren bei 29 Einsätzen in der Eredivisie. In der folgenden Saison kam er nur noch zu einem weiteren Spiel in der Philips-Werkself, das PSV gegen NAC Breda am 6. September 1959 mit 2:0 gewann.